# Calovébora
Calovébora ist ein Corregimiento des Bezirks Santa Fe in der Provinz Veraguas in Panama. Bei der Volkszählung im Jahr 2023 hatte es 6373 Einwohner. Das Corregimiento erstreckt sich über eine Fläche von 1129,0 km².

## Bevölkerung
Die folgende Tabelle zeigt die Bevölkerung des Corregimientos Calovébora, wie es in den Volkszählungen 2000, 2010 und 2023 erfasst wurde.
| Jahr         | 2000 | 2010 | 2023 |
| ------------ | ---- | ---- | ---- |
| Einwohner    | 2342 | 4397 | 6373 |
| davon Männer | 1228 | 2274 | 3226 |
| davon Frauen | 1114 | 2123 | 3147 |

## Orte
Im Corregimiento Calovébora befinden sich folgende Orte:
- Alto de La Honda
- Alto del Mirador
- Alto Guabino
- Alto Líbano
- Alto Marañón
- Alto Níspero
- Bajo Grande
- Barrera
- Barrerita
- Barsal
- Bejuco
- Belencillo
- Boca de Río Santiaguito
- Boca Honda
- Bonaga
- Bonguito o Corriente América
- Cabecera de Quebrada Garrocha
- Cabecera de Quebrada Honda
- Cajón
- Caldera o Cerro Teta
- Caleta No.2
- Calle Larga
- Calovébora
- Camarones
- Camarón
- Caracol
- Carmen
- Carmona
- Cañita
- Caño de La Iguana o Isleta de Guázaro
- Caño Julio
- Caño Loro
- Caño Rompidón
- Caño Sucio
- Caño Sucio No.2
- Caño Titi
- Cerro Ocho
- Charcón
- Concepción
- Cucuyo o Cuero de Macho
- Cuicho
- Dos Brazos
- El Bateal
- El Carmen
- El Cañito
- El Cedro
- El Chorro
- El Chorro de Río Bejuco
- El Madril
- El Playón
- El Portete
- Escobal
- Ese
- Estero Salado
- Estero Salado Arriba
- Gallardo
- Gallina
- Garrocha
- Guabal
- Guabal Arriba
- Guabalito
- Guazarito
- Guazarito No.2
- Isleta No.2
- La Aldea
- La Colmena
- La Colorada
- La Cruz
- La Guinea
- La Isleta
- La Mona
- La Reyes
- Las Brujas
- Las Mellizas
- Los Americanos
- Los Castillos No.1
- Manantial
- Mauricio
- Meche Perro
- Miramar
- Monte Lirio
- Paso de Limón
- Pedregosa
- Peje Prieto
- Peña Blanca
- Pozo Flores o El Mango
- Primer Corriente
- Punta Toñito o Toñito
- Quebrada Caleta
- Quebrada El Carmen
- Quebrada El Gringo
- Quebrada Gajo o Bajo Llano
- Quebrada Honda
- Quebrada La Empalizada o La Palizada
- Quebrada Llana
- Quebrada Lucía
- Quebrada Palmar
- Quebrada Platanares
- Quebrada San Antonio
- Quebrada Sigua
- Ricito
- Río Guázaro
- Río Zapatero o Zapaterito
- San Antonio Arriba
- San Bartolo
- San Cristóbal
- Santiaguito
- Sardina
- Sardina Arriba
- Sonadora
- Tigrero
- Urracá
- Veraguas
- Veraguita